# Oeschinen
Oeschinen (niem. Oeschinensee) – jezioro oligotroficzne w południowej Szwajcarii, w Alpach Berneńskich, w kantonie Berno. Zajmuje powierzchnię 1,1147 km² i osiąga maksymalną głębokość 56 m. Jezioro zasilane jest przez wiele górskich strumieni i nie posiada żadnego powierzchniowego odpływu.
Jezioro Oeschinen jest zwykle zamarznięte w okresie od grudnia do maja. W jego wodach występują przede wszystkim golec zwyczajny, palia jeziorowa i pstrąg tęczowy. Najbliżej położoną miejscowością jest Kandersteg, z którego można się dostać nad jezioro za pomocą kolei gondolowej. Górna stacja kolei znajduje się o 20 minut drogi od samego jeziora.
Od 2007 r. Oeschinen, wraz z Jungfrau, Bietschhorn i lodowcem Aletschgletscher jest częścią obszaru chronionego wpisanego na listę światowego dziedzictwa UNESCO.
Nad jeziorem biegną szlaki turystyczne prowadzące do schronisk Blüemlisalphütte (2834 m n.p.m.) i Fründenhütte (2526 m n.p.m.).

## Galeria

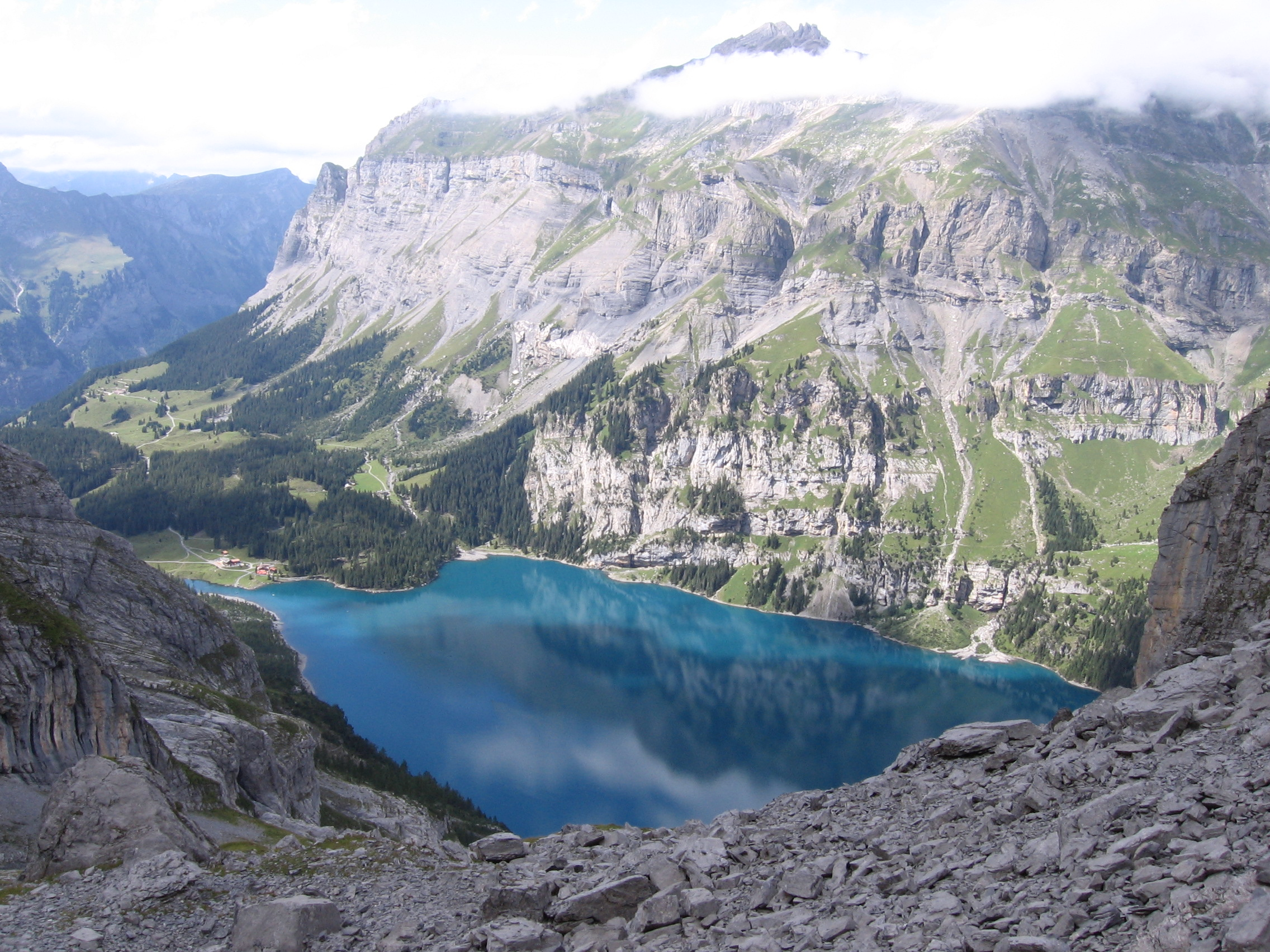
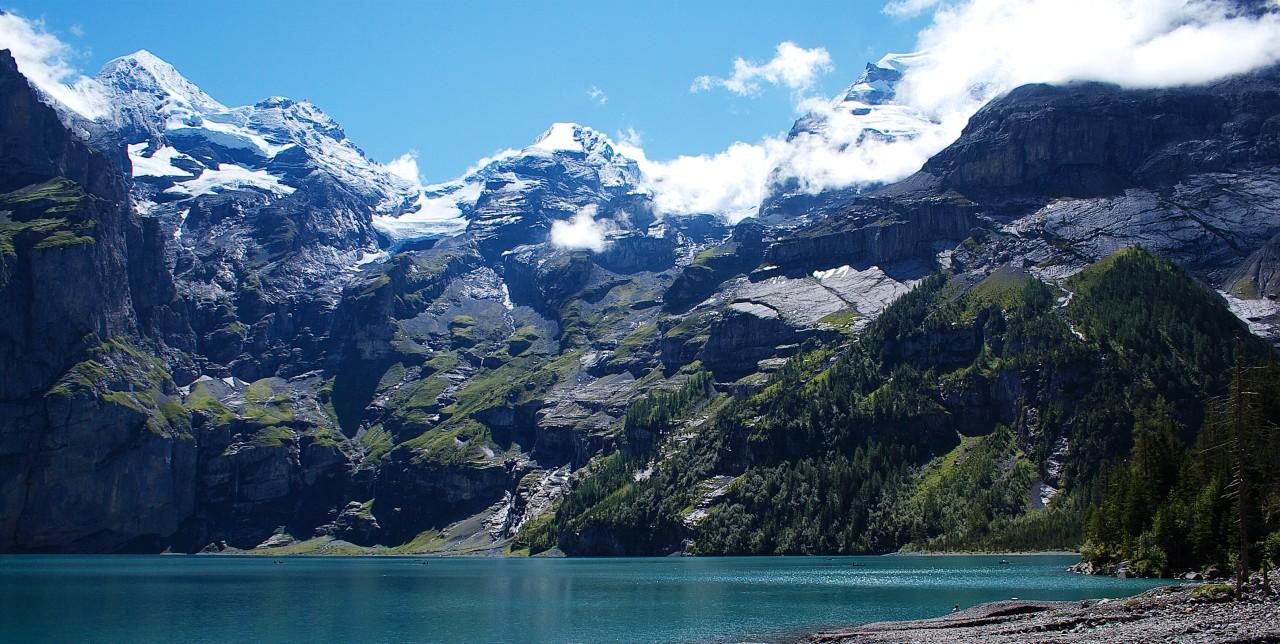
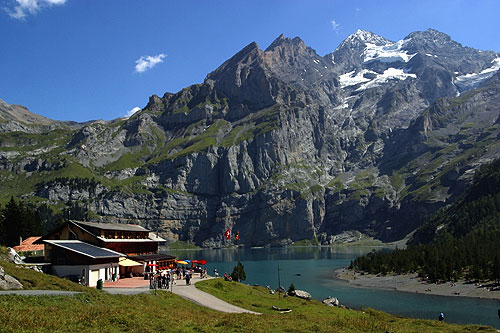
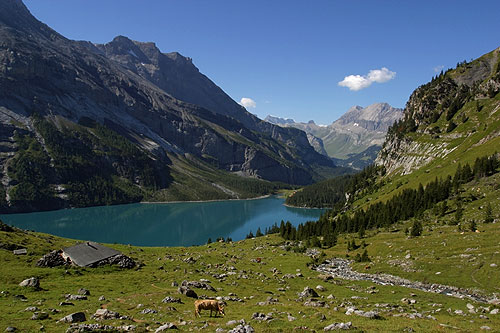
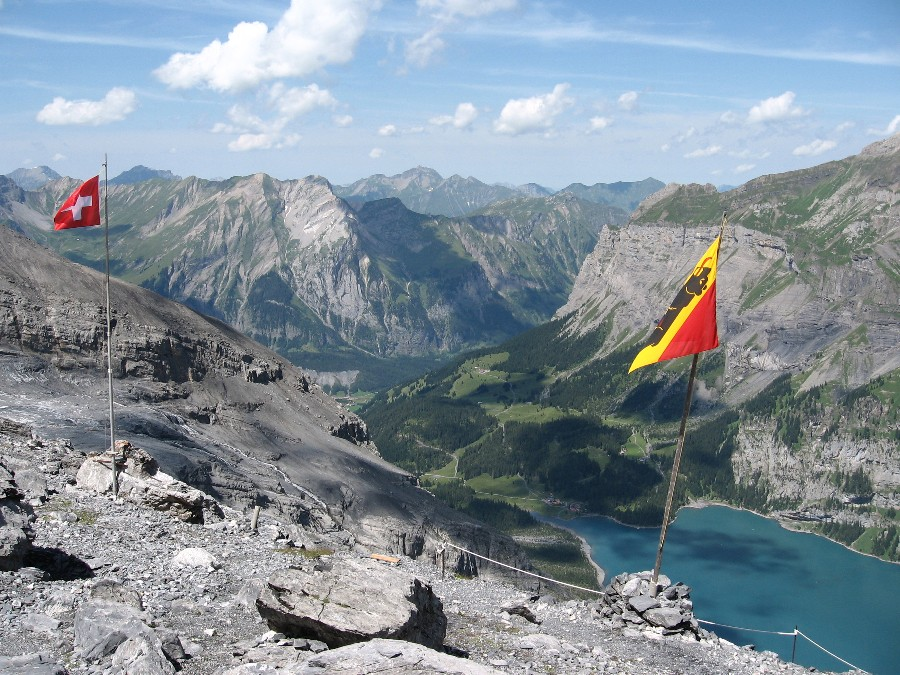
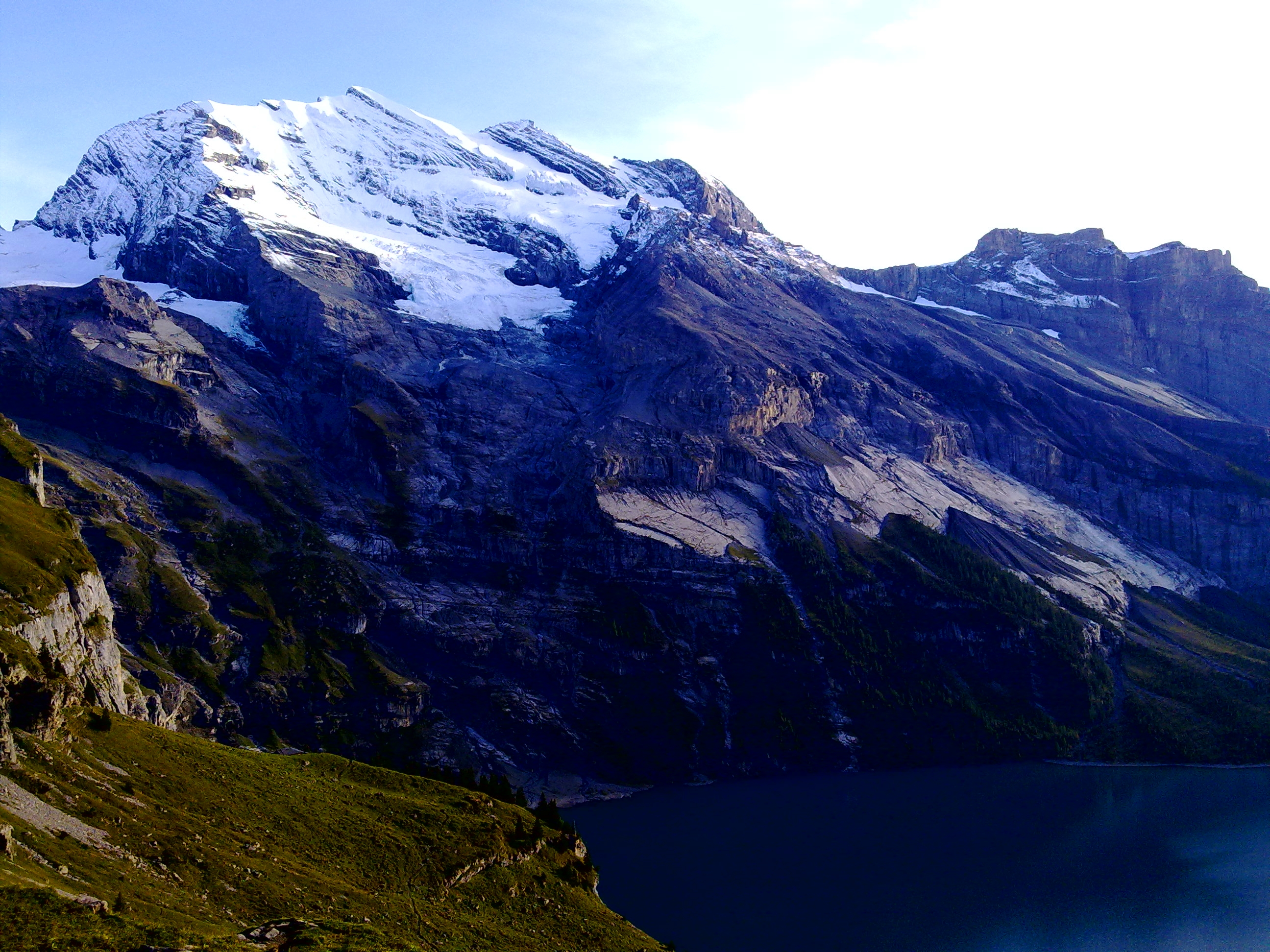
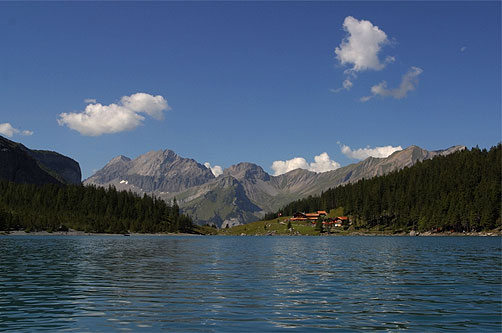